# José dos Santos Vaquinhas
José dos Santos Vaquinhas († 1888 in Macau) war ein portugiesischer Offizier und Kolonialverwalter.

## Werdegang
1873 kam Vaquinhas mit der Brigg Concordia von Goa nach Macau. Als Leutnant hatte er das Kommando über 41 muslimische Söldner und einen europäischen Unteroffizier, die für die Polizei von Macau entsandt wurden. Nach Zwischenstopps in Penang und Singapur erreichte das Schiff Macau am 17. Juni 1873. Als im März 1874 der Posten des Kommandanten des Militärpostens von Taipa und Coloane vakant wurde, übernahm ihn Vaquinhas vom 6. April bis zum 30. Juni.
Vaquinhas reiste mehrfach in die portugiesischen Besitzungen in Südostasien, die unter der Oberhoheit von Macau standen. Im Mai 1881 war er, nun im Range eines Majors, Regierungssekretär in Portugiesisch-Timor und wurde von Gouverneur der Kolonie Portugiesisch-Timor Augusto César Cardoso de Carvalho als Präsident eines Komitees beauftragt, die Produkte der Kolonie zusammenzustellen und zu klassifizieren, um diese wirtschaftlich nutzen zu können. In Juni und November wurden Sammlungen von landwirtschaftlichen Produkten, Mineralien und Pflanzen sowie Alltagsgegenständen und anderen Kulturgütern an die Kolonialregierung in Macau gesendet. Vom 30. Dezember 1881 bis 3. Mai 1882 war Vaquinhas Interimsgouverneur von Portugiesisch-Timor. Danach wurde er zweiter Kommandant der Polizeigarde in Macau. Als Brandinspektor erhielt Vaquinhas 1888 den Auftrag, sich um einen Ausbruch von Cholera morbus auf dem am 16. August aus Hongkong eingetroffenen Kriegstransporter Índia zu kümmern. Dabei infizierte er sich und verstarb noch im selben Jahr an „zerebralen Komplikationen“.

## Wissenschaftliches Wirken
Vaquinhas verfasste zwischen 1881 und 1887 mehrere Beiträge über die Geschichte der Kolonisation Timors und den Bräuchen und Glauben der Timoresen im Boletim da Sociedade de Geografia de Lisboa. Auch schrieb er mehrere Briefe an den deutsch-österreichischen Romanisten Hugo Schuchardt. Thema waren die portugiesischen Kreolsprachen in Ostasien. Auch mit dem portugiesischen Romanisten Francisco Adolfo Coelho war er in Kontakt. Rafael das Dores unterstützte er bei einem der ersten Wörterbücher für die timoresische Sprache Tetum.